# Pirttijärvi (sjö i Finland, Mellersta Finland)
Pirttijärvi är en sjö i Finland. Den ligger i kommunen Karstula i landskapet Mellersta Finland, i den centrala delen av landet, 300 km norr om huvudstaden Helsingfors. Pirttijärvi ligger 195 meter över havet. Den är 1,1 meter djup. Arean är 27,8 hektar och strandlinjen är 3,1 kilometer lång. Sjön  ingår i Kymmene älvs huvudavrinningsområde.   Den ligger vid sjön Hanhilampi. I omgivningarna runt Pirttijärvi växer i huvudsak blandskog. Den sträcker sig 1,8 kilometer i nord-sydlig riktning, och 1,4 kilometer i öst-västlig riktning.
I övrigt finns följande vid Pirttijärvi:
- Kotajärvi (en sjö)